# Bear Lake (hrabstwo Kalkaska)
Bear Lake – jednostka osadnicza w Stanach Zjednoczonych, w stanie Michigan, w hrabstwie Kalkaska.